# 金斯頓 (賓夕法尼亞州)

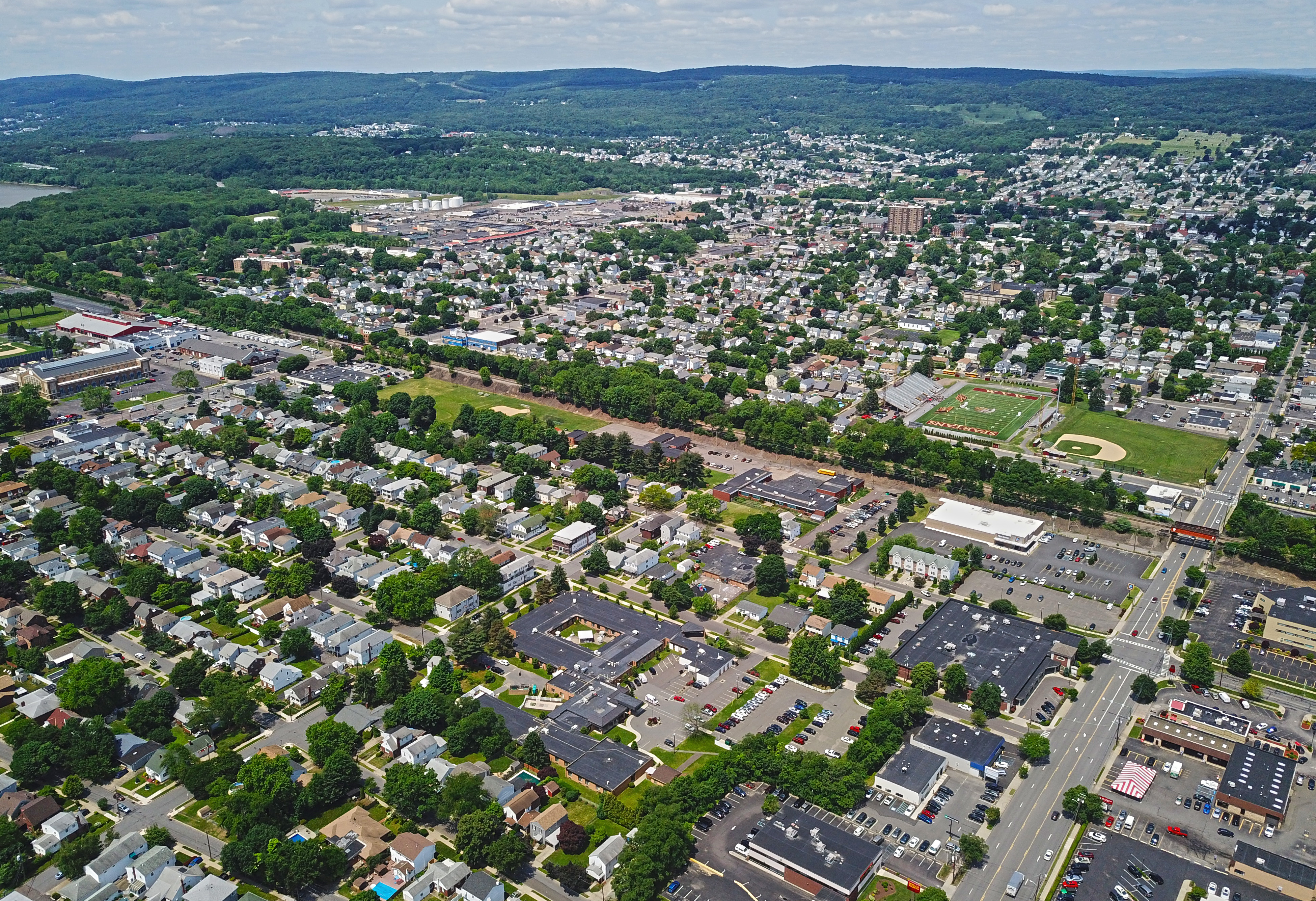
金斯頓

金斯頓（Kingston）位於美國賓夕法尼亞州盧澤恩縣，薩斯奎哈納河西岸，與威爾克斯-巴里隔岸相望。2020年有人口13,349人。